# Přírodní park Dolní Poohří
Přírodní park Dolní Poohří je přírodní park v okrese Litoměřice. Byl vyhlášen v roce 2001 na ploše necelých 40 km². Nachází se na dolním toku řeky Ohře přibližně mezi Křesínem a Bohušovicemi nad Ohří, kde řeka vytváří volné přírodní meandry a dochovaly se zbytky původní vegetace lužních lesů s desítkami druhů ohrožených a chráněných druhů organismů.

## Poloha
Území přírodního parku má tvar protáhlého oblouku, jehož osou je řeka Ohře. Vzdálenost vzdušnou čarou od jihozápadního okraje k severovýchodnímu je asi 17 km a šířka území se pohybuje přibližně od jednoho do tří kilometrů. Největšími sídly jsou města Libochovice, Budyně nad Ohří a městys Brozany nad Ohří.

## Přírodní podmínky

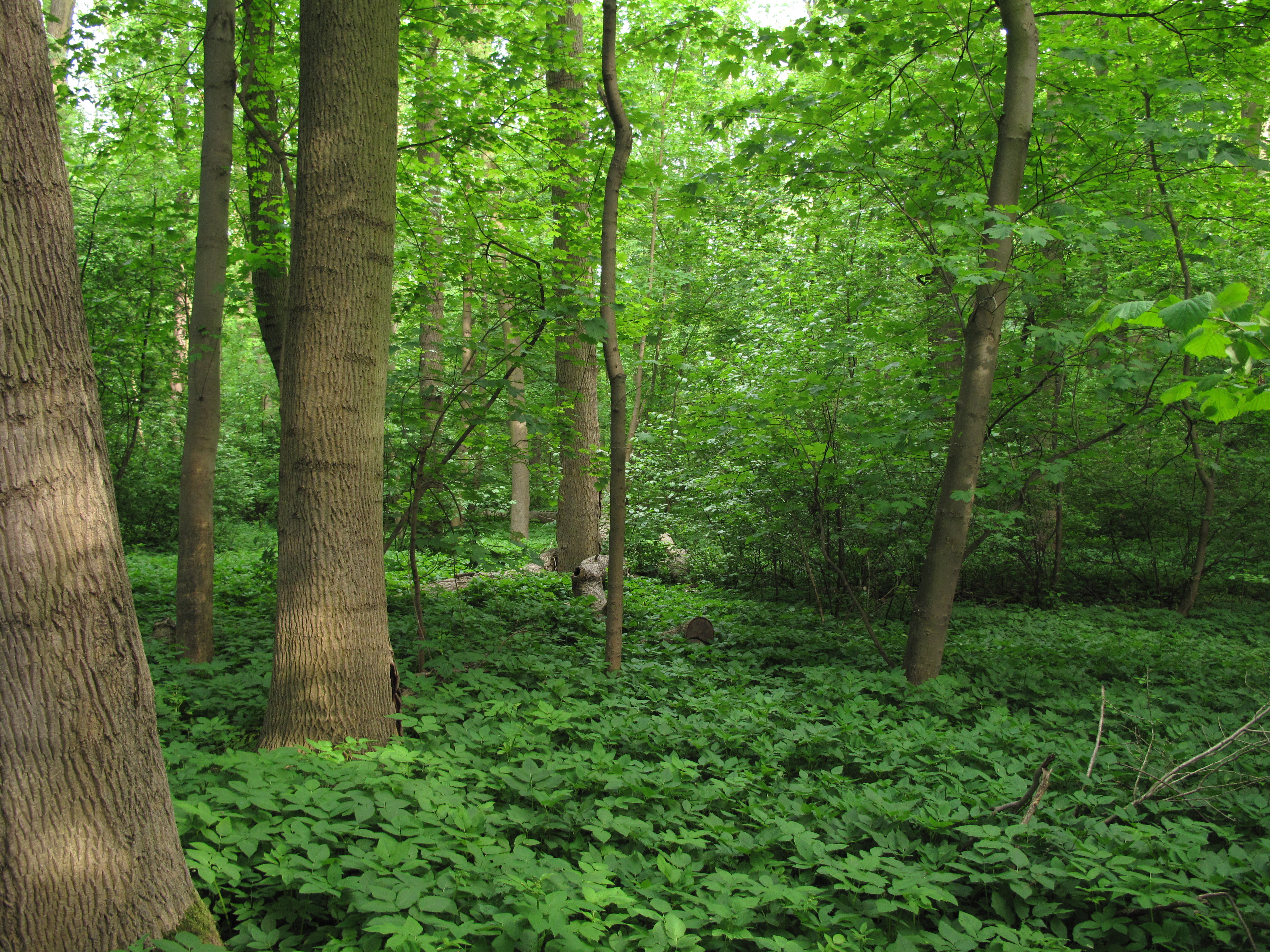
Přírodní rezervace Loužek

Z geomorfologického hlediska přírodní park leží v geomorfologickém celku Dolnooharská tabule, která se na území parku dělí do několik podcelků. Převážnou část území tvoří Terezínská kotlina, ale zasahuje sem také Hazmburská tabule a Řipská tabule. Největším vodním tokem je řeka Ohře, která zde přijímá vodu menší Rosovky a Mšenského potoka. Ohře zde vytváří několik bočních ramen (Malá Ohře, ostrov svatého Klimenta a u Loužku u Doksan). Významným prvkem oblasti jsou zanesená mrtvá ramena řeky, která bývají zaplavena vodou po záplavách nebo při vyšším stavu podzemní vody. Společenstva rostlin v nich jsou chudá na vyšší rostlinné druhy a bahnitá dna brání šíření vegetace.

## Ochrana přírody
Na území parku se nachází menší zvláště chráněná území:
- přírodní památka Evaňská rokle
- přírodní rezervace Loužek
- přírodní rezervace Myslivna
- přírodní rezervace Pístecký les

## Pamětihodnosti

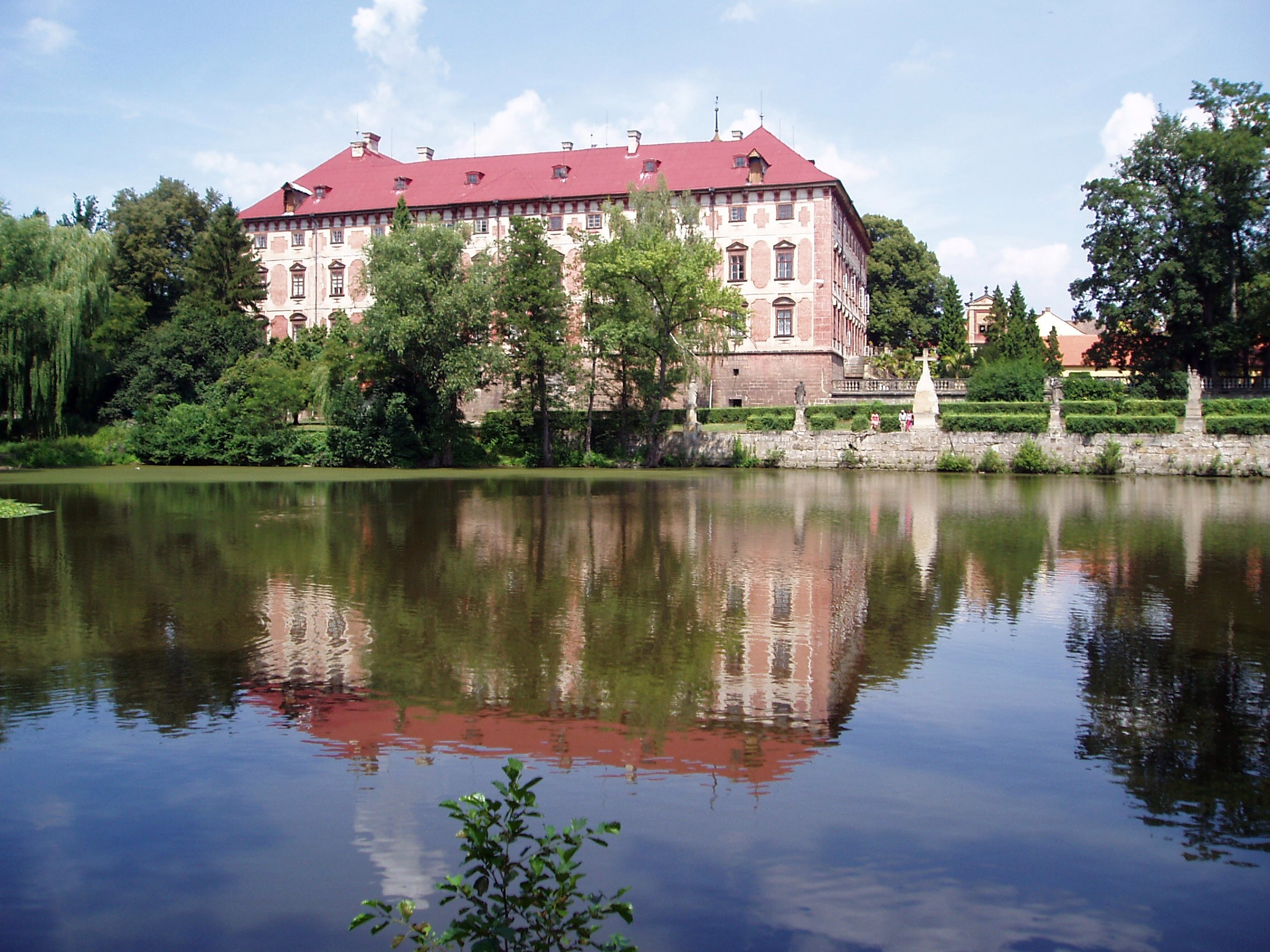
Libochovický zámek

Významné turistické cíle představují zejména Libochovice a Budyně nad Ohří. Přímo v nich a jejich okolí se nachází řada památek:
- hrad Budyně nad Ohří
- klášter Doksany
- hradiště Levousy
- renesanční tvrz v Brozanech nad Ohří
- zámek Brňany
- zámek Libochovice
- zaniklý hrad Šebín

## Turistika
Pěším turistům je přírodní park zpřístupněn zejména červeně značenou turistickou trasou z Doksan přes Budyni nad Ohří do Libochovic, kde na ni navazuje modře značená trasa, která pokračuje Horku do Peruce. Územím parku vede také cyklotrasa č. 6 z Terezína do Loun.